# 伊藤寛 (建築家)
伊藤 寛（いとう ひろし、1956年 - ）は、日本の建築家。京都造形芸術大学大学院教授。伊藤寛アトリエを主宰。神奈川大学、武蔵野美術大学非常勤講師。日本建築家協会神奈川副代表。

## 略歴
1956年（昭和31年）、長野県上伊那郡生まれ。1975年（昭和50年）、長野県伊那北高等学校卒業。1979年（昭和54年）、神奈川大学工学部建築学科卒業。1984年（昭和59年）まで建築設計事務所に勤務後、ミラノ工科大学に留学。帰国後早稲田大学大学院に進学、1988年（昭和63年）に大学院修士課程修了。同年、伊藤寛アトリエを開設。
1989年（平成元年）、世界デザイン博覧会「建築YATAI」国際コンペ金賞。2002年（平成14年）、青森市北国型集合住宅国際コンペ審査員特別賞。2005年（平成17年）、東京建築士会住宅建築賞。2006年（平成18年）、神奈川建築コンクール最優秀賞。2010年（平成22年）、あたたかな住空間コンペティション・キッチン部門最優秀賞。2010年（平成22年）、逗子市第一運動公園再整備公募型プロポーザルコンペティション最優秀賞。
代表作に森美術館（福島県いわき市）、空気のシェルター、YATAIなど。